# 橙色小鼯鼠
橙色小鼯鼠（学名：Petaurista sybilla），隶属于松鼠科鼯鼠族（中国大陆学术界一般视为鼯鼠科）鼯鼠属的一种啮齿动物。在中国大陆，分布于云南、贵州、四川、重庆等地。本种曾被视为小鼯鼠（Petaurista elegans）橙色亚种，2013年中国学者采用分子系统学与传统宏观分类学相结合的研究方法，认为本种应为独立种。但是目前大部分资料仍将本种视为小鼯鼠的一个亚种。

## 形态特征
橙色小鼯鼠体长30厘米，尾长38厘米，体重500克。头、颈和身体背部呈纯黄棕色略带小浅斑；耳背、皮翼、四肢及足背皆为橙棕色；胸、腹淡棕黄色。

## 保护
本种于2023年被收录入《有重要生态、科学、社会价值的陆生野生动物名录》。